# ژالویز
ژالویز (انگلیسی: JALways) شرکت هواپیمایی ژاپنی است، که در سال ۱۹۹۰ تأسیس شد.